# Papeete
Papeete ligger i Fransk Polynesien og er hovedstad på øen Tahiti. Byen har 26.654(2022)indbyggere og ligger ud til vandet med Tahitis største havn. Byen er Tahitis handelscentrum og største by.

## Bydele
Papeete består af syv communes (bydele): 
- Arue
- Faaa
- Mahina
- Paea
- Pirae
- Punaauia
- Papeete

## Lufthavn
Papeete har Fransk Polynesiens største lufthavn, Faa´a International Airport, som er trafiklufthavn for både Tahiti og Fransk Polynesien. Fra lufthavnen er der forbindelse til de fleste øer i Fransk Polynesien samt internationale ruter til f.eks. Frankrig, USA, Japan og Australien.